# 費蘭度·佩德雷拉
費蘭度·奧古斯托·阿澤維多·佩德雷拉（葡萄牙語：Fernando Augusto Azevedo Pedreira，1986年11月14日－），生於巴西薩爾瓦多，巴西裔香港足球運動員，司職左中場，為2016–17年度香港足球先生，現時效力香港超級聯賽球會大埔。

## 早年生活
費蘭度生於巴西薩爾瓦多，在當地曾經有八年時間參與五人足球賽事，直到他20歲時，拒絕原本球會提供的兩年職業合約，然後遠赴德國和幾乎加盟剛升班德甲球會卡爾斯魯厄，惟複雜的轉會操作，使其經紀跟球會在價錢上談不攏，可是其球會卻有另一個說法，結果當時既不懂英語又不懂德語的費蘭度失望而回，直到24歲時，他獲家人勸告放棄足球並去讀書，再找份安穩工作生活，但他沒有選擇放棄職業球員的職業。

## 球會生涯
在2013年夏季，正思索要不要繼續職業生涯的費蘭度，接到兒時好友兼當時香港甲組球會公民球員史提芬彭利拿來電並邀請他加盟，並在10月19日對屯門的聯賽首度為公民登場，即加盟後的首個入球，最終協助球會以4–1勝出，可是他在加盟後大部份時間都在養傷，由於公民選擇不會申請牌照參加新組成的港超聯，故費蘭度獲港超聯球會YFC澳滌的教練李志堅邀請加盟，當時他與日籍福田健二組成澳滌前鋒線，而他更在12月7日對元朗的聯賽，取得加盟後的首個入球，最終協助球會以2–1勝出，他在球季尾更憑出色的表現協助澳滌奪得季後附加賽資格，但可惜澳滌不敵南華無緣亞洲球會賽資格，結果澳滌仍因贊助商撤資而散班收場。
在2015年6月，費蘭度轉會至港超聯冠軍球會傑志，並在11月1日對標準流浪的聯賽，取得加盟後的首個入球，協助傑志以2–0勝出，隨後他在2016年2月首度獲香港聯賽選手隊挑選參與賀歲盃，最終他貢獻1助攻1入球協助港聯以4–0擊敗香港代表隊，
結果他在球季結束後的香港足球明星選舉首度當選最佳十一人陣容。在2017年1月15日，費蘭度在對東方龍獅的高級組銀牌決賽，貢獻奠定勝局的助攻，協助傑志相隔十年後再度奪得高級組銀牌冠軍，而賽後他首度當選決賽最有價值球員，
隨後，費蘭度獲傑志列入選出戰亞冠盃外圍賽的外援名單，並在1月25日主場對越南球會河內FC的第2圈外圍賽中，在加時下半場的最後數秒罰球傳給林嘉緯飛頂破網，協助傑志以3–2勝出歷史性晉級附加賽圈，在2月7日，他在作客韓職球會蔚山現代的第3圈外圍賽時全場表現非常搶眼，結果兩隊需要以互射12碼分勝負，可是費蘭度在最後一記關鍵的12碼射門，被對方門將金龍大撲出，導致傑志僅負出局無緣晉級亞冠盃分組賽，回歸本地賽事後，費蘭度協助傑志奪得聯賽冠軍和2018年亞冠盃分組賽資格，總括他在2016/17球季，他創造出高達48次入球機會，成功盤扭47次和貢獻7個助攻，結果他在球季結束後，在香港足球明星選舉獲選球員之星及最受球迷歡迎球星獎項外，還當選最佳十一人陣容和榮膺本地球壇最高榮譽的香港足球先生獎項。
到2018年1月，費蘭度繼續獲傑志列入首度出戰亞冠盃分組賽的四名註冊外援名單。
2020年6月，傑志宣佈費蘭度將會離隊他投。2020年7月1日，東方足球隊宣布簽入費蘭度。
2022年6月，在協助東方取得亞協盃跨區四強資格後，費蘭度約滿離隊。7月，費蘭度回歸傑志。
2025年7月，費蘭度轉會至港超聯冠軍球會大埔, 將第3次與主教練李志堅共事，並兼任助教。

## 國際賽生涯
2021年2月，費蘭度獲入境處批出特區護照，正式成為香港人。
2023年9月11日，國際足球友誼賽在香港大球場舉行，香港隊以十比零擊敗文萊，費蘭度射入他於代表隊的第一球。

## 家庭生活
費蘭度母親是一名女警，他與現任妻子Thais自少就是青梅竹馬，當中雖然有三年的時間，因為費蘭度要外出追尋足球夢而無奈分手，不過最後都他知道自己生命裏不可能沒有她，所以最終他倆都重新走在一起在港生活，而他倆的愛情結晶品兒子Rafeal於2016年9月13日在香港出生，而兒子出生後為費蘭度帶來生涯高峰，於2016/17球季拿到3個冠軍兼4個個人獎項，他的護脛已經用了起碼超過10年，而這護脛是當年費蘭度父親知道費蘭度要投身職業足球後，特意買給他的，所以他每次比賽前戴起護脛，就會感到父親在他的身邊，與他一超參加每場比賽，「Viva Fernando！Viva Fernando！」傑志球迷會為球員創作獨立打氣歌而費蘭度就擁有這首《費蘭度萬歲》。

## 榮譽
港聯
- 香港賀歲盃冠軍（2016年）

傑志
- 香港高級組銀牌冠軍（2016–17、2018–19、2022–23、2023–24）
- 香港超級聯賽冠軍（2016–17、2017–18、2022–23）
- 香港足總盃冠軍（2016–17、2017–18、2018–19、2022–23）
- 香港菁英盃冠軍（2017–18、2019–20）
- 香港社區盃冠軍（2017年、2018年）
- 香港超級聯賽會盃冠軍：2023–24

東方龍獅
- 香港菁英盃冠軍（2020–21）

個人
- 香港足球明星選舉 明星十一人（2015–16、2016–17、2017–18、2018-19、2024-25季度）
- 香港足球明星選舉 香港足球先生（2016–17季度）
- 香港足球明星選舉 球員之星（2016–17季度）
- 香港足球明星選舉 最受球迷歡迎球星（2016–17季度）
- 香港高級組銀牌決賽 最有價值球員（2016–17季度）

## 外部連結
- 香港足球總會網頁球員註冊資料（页面存档备份，存于）